# Kamizumo

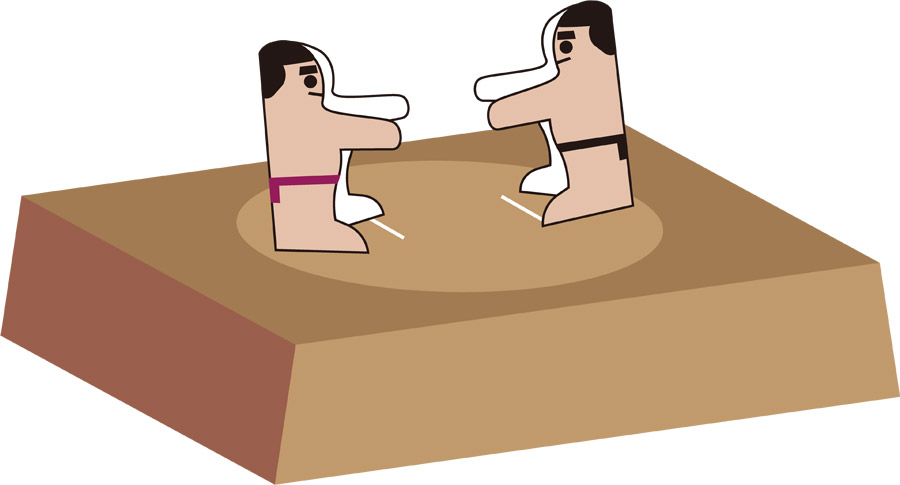
Kamizumo (紙相撲).

Le kamizumo désigne un passe-temps et un spectacle japonais qui repose sur un match de sumo entre des poupées ou autres personnages inanimés. Bien qu'homonymes, ces deux notions sont écrites dans des kanjis différents et réfèrent à des pratiques différentes.
À l'origine, le kamizumo (神相撲) était un rituel shinto faisant partie d'une cérémonie au sein du temple dédié à Hachiman de Yoshitomi. Tous les quatre ans, des marionnettistes, nommés odoriko utilisaient des poupées articulées en bois manipulées depuis le dessus, recréant un combat de sumotori. Douze marionnettes pouvaient être utilisées et représentaient les kamis de l'Est et de l'Ouest. Le spectacle était pré-arrangé si bien que dans le deuxième round, les kamis de l'Ouest triomphaient grâce à l'apparition du kami Sumiyoshi.
Plus récemment, le kamizumo (紙相撲) a été développé comme jeu pour enfant, dans lequel deux personnages en papier ou carton à l’effigie des lutteurs japonais sont placés face à face et manipulés (soit indirectement par les vibrations produites à la surface de l'aire de jeu soit avec un bâton) jusqu'à ce qu'un des deux tombe ou soit expulsé du terrain de combat.